# Белозубочьи
Белозубочьи (лат. Crocidurinae) — одно из подсемейств млекопитающих семейства Землеройковые. Водятся в основном в Африке, южной Европе и Азии.

## Роды
- Белозубки (Crocidura)
- Diplomesodon
  - единственный вид Пегий путорак (Diplomesodon pulchellum)
- Feroculus
  - единственный вид Когтистая белозубка Келаарта (Feroculus feroculus)
- Palawanosorex[1]
  - Чёрная многозубка (Palawanosorex ater)[a]
  - Palawanosorex muscorum
- Мышевидные белозубки (Myosorex)
- Конголезские белозубки (Paracrocidura)
- Ruwenzorisorex
  - единственный вид Обыкновенная лесная белозубка (Ruwenzorisorex suncoides)[b]
- Белозубки-броненоски (Scutisorex)
  - Угандская белозубка-броненоска (Scutisorex somereni)
  - Белозубка Тора (Scutisorex thori)
- Solisorex
  - единственный вид Когтистая белозубка Пирсона (Solisorex pearsoni)
- Многозубки (Suncus)
- Лесные белозубки (Sylvisorex)

## Комментарии
1. ↑  Русское название предложено для этого вида, когда он рассматривался в составе рода Suncus[2].
2. ↑  Русское название предложено для этого вида, когда он рассматривался в составе рода Sylvisorex[3].